# Pacifická hvězda
Pacifická hvězda (anglicky Pacific Star) je britská vojenská medaile za tažení. Byla založena v květnu 1945 a udílena příslušníkům sil britského Commonwealthu, kteří sloužili během války v Tichomoří v letech 1941 až 1945. K medaili náleží také spona s nápisem Burma.

## Historie
Jako první britské medaile za tažení za druhé světové války byly 8. července 1943 založeny dvě medaile, Hvězda 1939–43 (později přejmenovaná na Hvězdu 1939–1945) a Africká hvězda. Do května 1945 vzniklo celkem osm hvězd a devět spon, které byly udíleny za účast v bojích druhé světové války. Další dvě vznikly o poznání později, a to až 26. února 2013, tedy více než 67 let po konci války. Jednalo se o Arktickou hvězdu a sponu Bomber Command.
Z těchto medailí nemohlo být žádnému jedinci uděleno více než šest hvězd za tažení s pěti sponami. Na každé hvězdě pak mohla být nošena pouze jedna spona. Maximální možný počet hvězd udělených jednomu člověku zahrnoval následující možnosti:
- Hvězdu 1939–1945 s možným udělením spony Bitva o Británii či spony Bomber Command (ta byla však založena až roku 2013)[9]

- Arktickou hvězdu[8][10]
- Africkou hvězdu s možným udělením spony Severní Afrika 1942–43, 8. armáda nebo 1. armáda[11]
- Pacifickou nebo Barmskou hvězdu (pokud někdo získal právo na udělení obou medailí, byla mu udělena pouze ta, na kterou získal toto právo jako první, udělená hvězda byla doplněna příslušnou sponou druhé hvězdy)[12][13]
- Italskou hvězdu[14] (k té nenáležela žádná spona)[6]
- Hvězdu Atlantiku, Air Crew Europe Star nebo Hvězdu za Francii a Německo (pokud někdo získal právo na udělení více medailí, byla mu udělena pouze ta, na kterou získal právo jako první a doplněna příslušnou sponou další hvězdy)[15][16][17]

### Založení medaile
Současně s boji v Africe a v Evropě bojovaly spojenecké síly také s Japonci v Pacifiku. Toto tažení započalo 8. prosince 1941, den po útoku Japonců na americkou flotilu v Pearl Harboru. Boje probíhaly na moři i ve vzduchu v oblasti Tichého oceánu stejně jako na souši. Japonské síly rychle napadly Malajsii, Singapur a Filipíny. Zatímco japonský postup v Tichém oceánu byl zastaven v polovině roku 1942, válka i dál pokračovala, a to jak na moři tak na mnoha tichomořských ostrovech. Boje skončily kapitulací Japonska 2. září 1945.
Pacifickou hvězdu založilo Spojené království v květnu 1945. Vyznamenání bylo udíleno těm, kteří sloužili během operací v Tichomoří v rozhodném období od 8. prosince 1941 do 2. září 1945.

## Pravidla udílení
Kritéria pro udělení vyznamenání se pro jednotlivé složky ozbrojených sil britského Commonwealthu lišila.

### Všeobecná kritéria
Nebylo možné udělit Barmskou i Pacifickou hvězdu jedné osobě. Ti kteří již obdrželi Pacifickou hvězdu a následně splnili kritéria pro udělení Barmské hvězdy, získali sponu s nápisem BURMA. Předchozí udělení medaile za odvahu či zmínka v hlášení, kvalifikovalo dotyčného k udělení i Pacifické hvězdy bez ohledu na dobu trvání jeho služby. Stejně tak nemuselo být kritérium o délce služby splněno v případě smrti či zranění utrpěné ve službě.

### Boje na moři

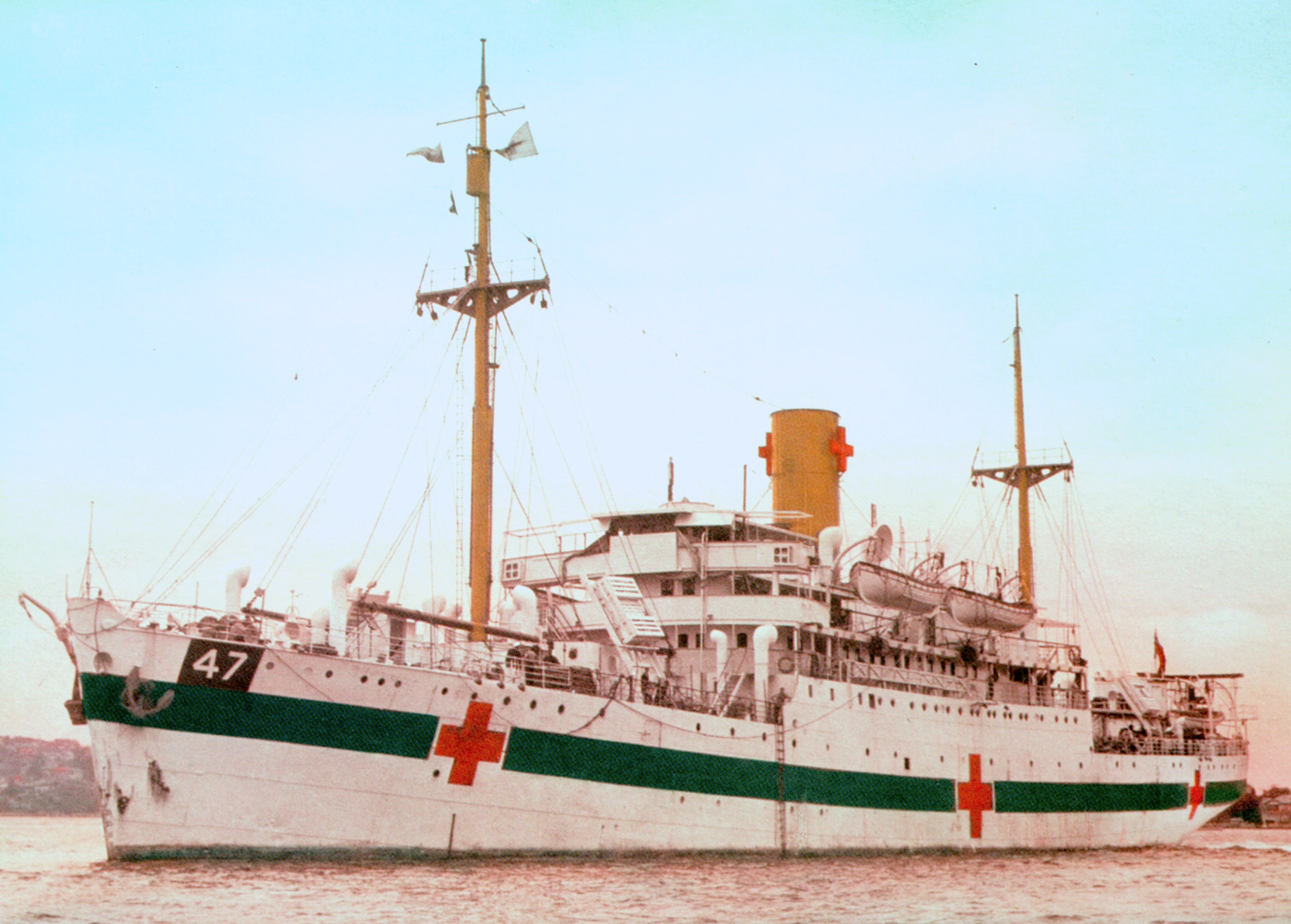
AHS Centaur

Za službu v rozhodném období od 8. prosince 1941 do 2. září 1945 byla Pacifická medaile udílena držitelům Hvězdy 1939–1945, kteří byli příslušníky Královského či obchodního námořnictva a sloužili minimálně jeden den v Tichém oceánu včetně Jihočínského moře a v Indickém oceánu východně od linie probíhající jižně od Singapuru kolem jihovýchodního pobřeží Sumatry přes Vánoční ostrov a na jih podél 110. poledníku.
Zvláštní podmínky pro udělení vyznamenání byly přijaty pro ty, jež vstoupili do operační služby v rozhodné oblasti méně než šest měsíců před koncem války, tedy 7. března 1945 či později, a jež zároveň neměli nárok na zisk Barmské hvězdy. V takových případech však nebylo možné udělit Hvězdu 1939–1945 za službu kratší 180 dní.
V roce 1994 provedla australská vláda přezkum podmínek pro udělení Pacifické hvězdy. Na základě toho byly podmínky pro udělení změněny tak, aby mohla být udělena každému příslušníku australské armády, který byl na palubě australské nemocniční lodi AHS Centaur, když byla dne 14. května 1943 torpédována a potopena.

### Boje na souši
Pro pozemní jednotky armády, příslušníky námořnictva na pevnině a pozemního personálu RAF neexistovalo časové kvalifikační kritérium pro udělení Pacifické hvězdy. Kvalifikační služba na zemi byla omezena na operační službu na následujících územích, která byla místem nepřátelských či spojeneckých invazí. Služba v Barmě byla z těchto kritérií vyloučena.
- Bismarckovo souostroví od 22. ledna 1942 do 2. září 1945
- Britské Severní Borneo, Brunej, Sarawak a Nizozemské Borneo od 8. prosince 1941 do 2. září 1945
- Karolíny od 8. prosince 1941 do 2. září 1945
- Celebes od 26. ledna 1942 do 2. září 1945
- Čína od 11. prosince 1941 do 15. února 1942
- Gilbert and Ellice Islands od 10. prosince 1941 do 2. září 1945
- Guam od 12. prosince 1941 do 2. září 1945
- Hongkong od 8. prosince 1941 do 25. prosince 1941
- Iwodžima od 8. prosince 1941 do 25. prosince 1941
- Jáva od 5. března 1942 do 2. září 1945
- Malajsie od 8. prosince 1941 do 15. února 1942
- Mariany od 8. prosince 1941 do 2. září 1945
- Marshallovy ostrovy od 8. prosince 1941 do 2. září 1945
- Moluky od 30. ledna 1942 do 2. září 1945
- Nauru od 8. prosince 1941 do 2. září 1945
- Nová Guinea od 7. března 1942 do 2. září 1945
- Ocean Island od 8. prosince 1941 do 2. září 1945
- Okinawa od 8. prosince 1941 do 2. září 1945
- Filipíny od 10. prosince 1941 do 2. září 1945
- Šalomounovy ostrovy od 1. února 1942 do 2. září 1945
- Sumatra od 14. února 1942 do 23. března 1942
- Timor od 20. února 1942 do 2. září 1945
- Wake od 22. prosince 1941 do 2. září 1945

Služba v Číně, Hongkongu, Malajsii a na Sumatře později, než je uvedeno v seznamu výše, byla oceňována Barmskou hvězdou. Služba na Norfolku, v Nové Kaledonii, na Nových Hebridech, Fidži, Tonze, Phoenixských ostrovech a Tabuaeranu nedávala právo k udělení Pacifické medaile.

### Vzdušné boje
Letecké posádky zapojené do bojových operací proti nepříteli se k udělení této medaile kvalifikovaly, pokud již obdržely Hvězdu 1939–1945 či dokončili alespoň jeden výpad nad příslušnou mořskou či pozemní oblastí. Posádky transportních letadel musely splnit povinnost tří přistání v požadované oblasti.

## Popis medaile

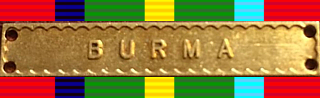
Stuha se sponou BURMA

Vzhled všech devíti hvězd za tažení byl navržen rytci Královské mincovny. Všechny byly ke stuze připojeny kroužkem, který procházel očkem vycházejícím z hrotu cípu směřujícího nahoru. Hvězda byla šesticípá, vyrobená ze žluté slitiny mědi a zinku. Medaile byla široká 44 mm a vysoká (i s očkem) 50 mm.
Na přední straně byl v centrálním medailonu královský monogram Jiřího VI. GRI VI, nad kterým se nacházela královská koruna. Tato koruna přerušovala kruh při vnějším okraji medaile s nápisem THE PACIFIC STAR. Zadní strana byla hladká.
Britská Honours Committee se usnesla, že medaile za tažení v druhé světové válce budou udíleny bez jména příjemce. Toto pravidlo dodržely všechny státy Commonwealthu kromě tří. Těmito zeměmi byla Indie, Jihoafrická republika a Austrálie, na jejichž medailích jsou na zadní straně uvedeny detaily o příjemci. V případě Indie je na zadní straně uvedeno služební číslo, hodnost, iniciály, příjmení a jednotka. V případě Jihoafrické republiky a Austrálie je na zadní straně uvedeno služební číslo, iniciály a příjmení.
Spona s nápisem BURMA ražená ze žluté slitiny mědi a zinku s okrajem připomínajícím perforovaný okraj poštovní známky se nosila na stuze medaile. Pokud se medaile nenosí celá, je na stužce připnuta stříbrná rozeta.
Stuha široká 32 mm sestává zleva z červeného pruhu širokého 5,5 mm, tmavě modrého pruhu širokého 3 mm, tmavě zeleného pruhu širokého 6 mm, žlutého pruhu širokého 3 mm, tmavě zeleného pruhu širokého 6 mm, světle modrého pruhu širokého 3 mm a červeného pruhu širokého 5,5 mm. Tmavě zelená a žlutá symbolizuje tichomořské lesy a pláže, ostatní barvy reprezentují Královské námořnictvo, Obchodní námořnictvo, RAF a armádu. Autorem vzhledu této stuhy stejně jako stuhy Medaile za obranu a ostatních medailí za tažení byl král Jiří VI.

## Pravidla nošení
Pořadí, v jakém jsou medaile za tažení nošeny, záleží na datu počátku daného tažení a také na délce kampaně. Předepsané pravidlo se dodržuje bez ohledu na pořadí, v jakém byly medaile jednotlivci uděleny. Medaile Za obranu a Válečná medaile 1939–1945 se nosí za hvězdami za tažení. Mezi těmito medailemi je nošena Canadian Volunteer Service Medal, ostatní válečné medaile zemí Commonwealthu jsou nošeny až za Válečnou medailí. Pacifická hvězda se nosí za Africkou hvězdou a před Barmskou hvězdou.